# Spencer (Automobilhersteller)
Spencer war ein US-amerikanischer Hersteller von Kraftfahrzeugen.

## Unternehmensgeschichte
Christopher Miner Spencer hatte bereits 1862 in Hartford in Connecticut ein Auto für den Eigenbedarf hergestellt. Danach produzierte er erfolgreich Waffen und gründete 1883 die Spencer Arms Company. Danach stellte er mit seiner Spencer Automatic Screw Machine Company in Hartford Schrauben her. 1899 entstand sein zweites Fahrzeug. Zwischen 1901 und 1902 fertigte er neun weitere Automobile, die er auch verkaufte. Der Markenname lautete Spencer. Von diesen neun Fahrzeugen entstanden zwei in Hartford und sieben in Windsor, ebenfalls in Connecticut. Es bleibt unklar, wieso an zwei verschiedenen Stellen produziert wurde, und ob es gleichzeitig passierte und nacheinander.
Es gab keine Verbindung zur Research Engineering Company aus Dayton in Ohio, die zwischen 1921 und 1922 den gleichen Markennamen für ihre Personenkraftwagen verwendete.

## Fahrzeuge
Spencer stellte ausschließlich Dampfwagen her. Jenes von 1862 benutzte er selber für den Weg zur Arbeitsstelle und zurück. Eines Tages wurde er von der Stadt aufgefordert, das zu unterlassen, weil sein Fahrzeug Pferde erschrecken würde.
Das Fahrzeug von 1899 blieb ebenfalls ein Prototyp.
Die Fahrzeuge aus der Zeit von 1901 bis 1902 hatten einen Dampfmotor mit vier Zylindern. Die Motorleistung wurde über eine Kette an die Hinterachse übertragen. Ein Differentialgetriebe wird ausdrücklich erwähnt. Das Warenhaus Macy’s bestellte einen Lieferwagen, der die Strecke von Hartford nach New York City aus eigener Kraft bewältigte.